# Гай Корнелий Лентул Батиат
Гай Корнелий Лентул Батиат (или Гней) или Ватия (на латински: Gaius; Gneus Cornelius Lentulus Batiatus; Vatia) е римски предприемач.
Произлиза от фамилията Корнелии, клон Лентул.
Батиат е собственик на Гладиаторско училище в Капуа. Това училище е известно с Въстанието на Спартак, което започва от него. Почти 80 от неговите гладиатори бягат от училището поради лоши условия на живот. От бягството се развива най-значителното Робско въстание в римската история.
Във филма на Стенли Кубрик „Спартак“ личността на Батиат не се представя исторически коректно и се играе от сър Питър Устинов, който получава за филма наградата „Оскар“.